# L'Imperialismo, fase suprema del capitalismo
L'imperialismo, fase suprema del capitalismo (in russo: Империализм как высшая стадия капитализма, Imperializm kak vysšaja stadija kapitalizma) è una delle opere politiche di Lenin, un saggio del 1916 (pubblicato nel 1917) nel quale egli descrive i meccanismi del capitalismo finanziario come fonte di profitto per il colonialismo imperialista. Il saggio è una sintesi dell'interpretazione di Lenin delle teorie formulate da Karl Marx ne Il Capitale (1867).
Ne sono conseguenze i diversi fenomeni speculativi, finanziari, di borsa, dei terreni, immobiliari. Se la forma dominante del capitale non è più quella industriale, ma è quella finanziaria, se «per il vecchio capitalismo, sotto il pieno dominio della libera concorrenza, era caratteristica l'esportazione di merci, per il nuovo capitalismo, sotto il dominio dei monopoli, è caratteristica l'esportazione del capitale [...] la necessità dell'esportazione di capitale è determinata dal fatto che in alcuni paesi il capitalismo è diventato più che maturo e al capitale [...] non rimane più un campo di investimento redditizio».
Secondo la visione leniniana, in questa fase si mostra più palesemente il carattere antisociale e l'irrazionalità del capitalismo e la conflittualità che esso provocava fra la sua necessità di profitto e i bisogni sociali della popolazione. Si può riassumere la definizione leniniana di imperialismo come "capitalismo giunto alla fase dello sviluppo in cui si è formato il dominio dei monopoli e del capitale finanziario, ha acquisito grande importanza l'esportazione dei capitali, è iniziata la divisione del mondo fra i trust internazionali e i maggiori paesi capitalistici si sono divisi l'intera superficie terrestre".
Lenin scrisse L'Imperialismo, fase suprema del capitalismo a Zurigo, nel periodo gennaio-giugno 1916. La prima edizione del saggio uscì per la casa editrice Žizn' i znanie di Pietrogrado, a metà 1917. Dopo la fine della prima guerra mondiale, egli aggiunse una nuova prefazione al lavoro (6 luglio 1920) per le edizioni francese e tedesca.

## Descrizione
Nella prefazione del 1920, Lenin afferma che la prima guerra mondiale è stata un conflitto "d'usurpazione, di rapina, e di brigantaggio" tra paesi imperialisti, del quale devono essere studiati radice storica e contesto economico "per comprendere e valutare la guerra e la politica moderna".
Poiché il capitalismo tende ad ottenere i maggiori profitti possibili rispetto al mercato, la fusione delle banche e dei cartelli industriali produce il "capitalismo finanziario", cioè l'esportazione e gli investimenti di capitale verso paesi con economie sottosviluppate. A sua volta, tale comportamento finanziario porta alla divisione del mondo tra monopoli aziendali e grandi potenze. Inoltre, nel corso del processo di colonizzazione dei paesi sottosviluppati, alla fine il mondo degli affari e i governi si impegneranno in un conflitto geopolitico circa lo sfruttamento di grandi porzioni della popolazione. Pertanto, l'imperialismo è il più alto (avanzato) stadio del capitalismo, che richiede monopoli (del lavoro e dello sfruttamento delle risorse naturali) e l'esportazione di capitale finanziario (piuttosto che merci) per sostenere il colonialismo, che è una funzione integrale di detto modello economico. Inoltre, nella patria del capitalismo, i super-profitti prodotti dallo sfruttamento coloniale di un popolo, permettono agli imprenditori di corrompere politici locali, dirigenti sindacali e l'"aristocrazia operaia" (strato superiore della classe operaia) per contrastare politicamente gli scioperi dei lavoratori.

## Sviluppo teorico
L'analisi sociopolitica di Lenin dell'imperialismo come ultima fase del capitalismo deriva da Imperialism: A Study (1902) di John A. Hobson, un economista inglese, e da Das Finanzcapital (1910) di Rudolf Hilferding, marxista austriaco, le cui conclusioni Lenin applica alle nuove circostanze geopolitiche della prima guerra mondiale (1914–1918), dove la competizione capitalista ha provocato una guerra globale a livello mondiale.
Tre anni prima, nel 1914, Karl Kautsky aveva proposto la teoria della "coalizione capitalista", nella quale i poteri imperialisti si sarebbero uniti, soffocando i propri singoli nazionalismi ed antagonismi economici, dando vita a un sistema "ultra-imperialista", al fine di trarre maggiore profitto possibile dal colonialismo dei paesi sottosviluppati. Lenin contrasta la tesi di Kautsky ribattendo che gli equilibri del potere internazionale tra le nazioni capitaliste cambiano di continuo, rendendo di fatto impossibile un'unità politica d'intenti, e che tale instabilità genera competizione e conflitti, invece che collaborazione:
(Lenin)

## Influenza culturale
(Immanuel Wallerstein)

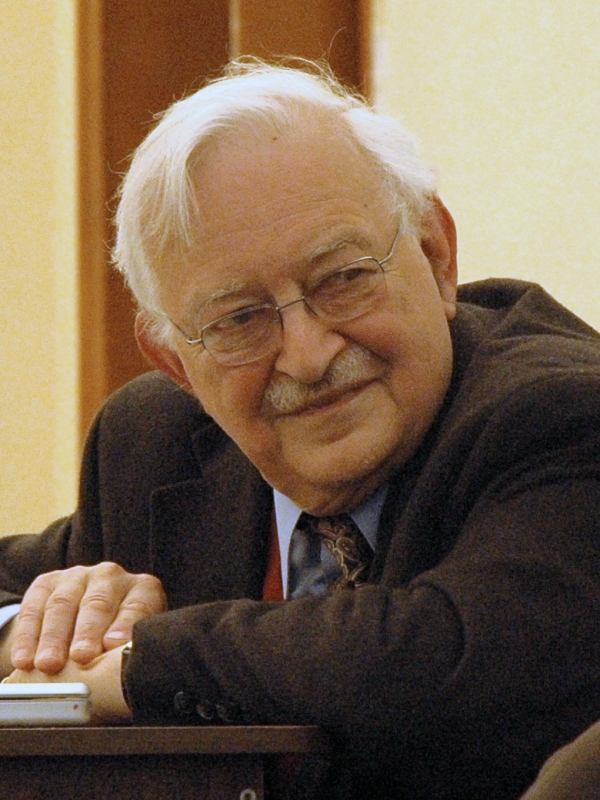
Immanuel Wallerstein, esponente della teoria dei "sistema-mondo" (2008)

Il modello di sfruttamento capitalistico globale sviluppato da Lenin nel XX secolo, ha esercitato molta influenza intellettuale sulle teorie economiche e sociali dello studioso Immanuel Wallerstein, che enfatizza i "meccanismi internazionali" di divisione del lavoro, che dividono il mondo in "paesi centrali", "paesi semi-periferici" e "paesi periferici". Il modello "centro-periferico" di Lenin influenzò anche la "teoria della dipendenza", i cui sostenitori Raúl Prebisch, Andre Gunder Frank e Fernando Henrique Cardoso, proponevano che il flusso di risorse naturali da una periferia di paesi sottosviluppati e poveri ad un nucleo di paesi ricchi e sviluppati, arricchendo questi ultimi a scapito dei primi, fosse la causa di come i paesi poveri vengono integrati nell'economia globale.